# فناوری بصری

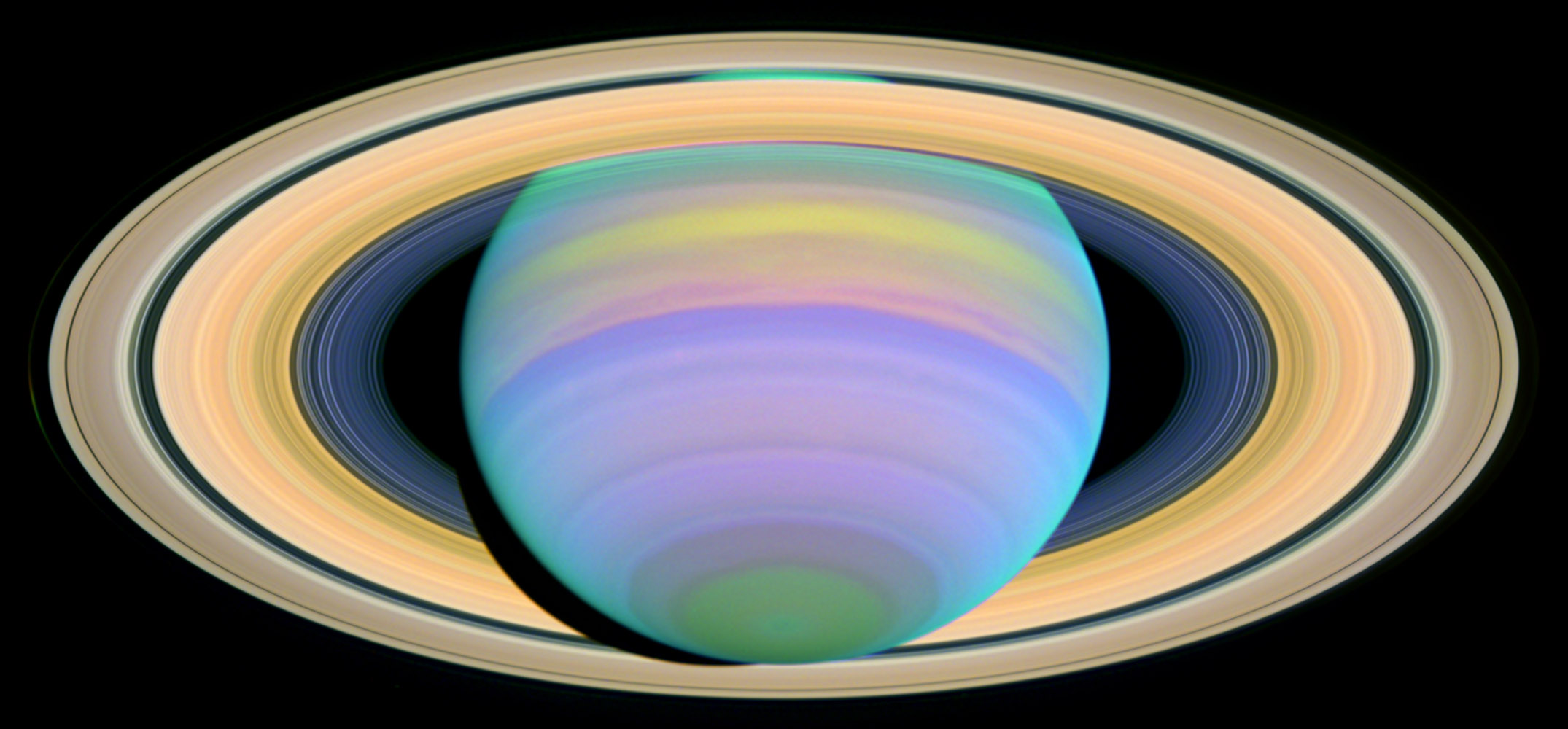
عکاسی فرابنفشی که یک فناوری بصری کاربردی در اخترشناسی است.

فناوری بصری یا فناوری دیداری (به انگلیسی:Visual technology) یک رشته مهندسی است که با بازنمایی بصری سروکار دارد.

## انواع
فناوری بصری شامل عکاسی، چاپ، واقعیت افزوده، واقعیت مجازی و ویدئو است.